# Faramea urophylla
Faramea urophylla är en måreväxtart som beskrevs av Johannes Müller Argoviensis. Faramea urophylla ingår i släktet Faramea och familjen måreväxter. Inga underarter finns listade i Catalogue of Life.